# Рома (женский волейбольный клуб)
«Рома» (итал. Roma) — итальянский женский волейбольный клуб из Рима. 

## Достижения
- победитель розыгрыша Кубка вызова ЕКВ 2025.
- победитель розыгрыша Кубка WEVZA 2024.
- победитель розыгрыша Кубка Италии среди команд серии А2 2023.

## История
Волейбольная группа «Рома» образована в мае 2013 года путём объединения трёх клубов из южного Рима — «Дивино Аморе», «Палокко» и «Сан-Паоло Остиенсе». Под названием «Дивино Аморе» в сезоне 2013—2014 команда стартовала в серии В2 чемпионата Италии, заняв в своей группе 1-е место и выйдя в серию В1. Дебют в третьем по значимости дивизионе вышел неудачным и столичная команда вновь опустилась в серию В2. В 2016 «Дивино Аморе» вернулась в В1, где далее выступала на протяжении двух сезонов.
В 2018 году римская команда была заявлена в серию А2 вместо прекратившего существование ВК «Сан-Ладзаро». В 2019 клуб получил название «Рома». В 2021 году столичные волейболистки заняли 1-е место в серии А2 и вышли в главный дивизион женского волейбола Италии — серию А1.
Дебют в А1 для «Ромы» сложился неудачно — 13-е (предпоследнее) место и возвращение в А2. В сезоне 2022—2023 римлянки вновь победили в серии А2, вернувшись в главный дивизион.
В сезоне 2023—2024 «Рома» дебютировала в Кубке Италии, дойдя до четвертьфинала. На предварительной стадии чемпионата римлянки заняли 8-е место, выйдя в плей-офф и сразу попав на абсолютного лидера клубного волейбола Италии — команду «Имоко Воллей», которой проиграли в двух матчах с одинаковым счётом 0:3.
В 2024—2025 к «Роме» пришёл успех европейского уровня. Выиграв в сентябре 2024 Кубок WEVZA, команда получила путёвку в Кубок вызова ЕКВ. В розыгрыше этого Кубка «Рома» провела 12 матчей и выиграла в 11 из них, при этом дважды победив в финальной серии своих соотечественниц из Кьери 3:2 и 3:1. А вот чемпионат Италии принёс команде из Рима разочарование — 13-е (предпоследнее) место и вылет в серию А2.

## Волейбольный клуб «Рома»
- Президент — Пьетро Меле.
- Генеральный директор — Роберто Миньеми.
- Спортивный директор — Барбара Росси.
- Менеджер команды — Маурицио Фавола.

## Арена

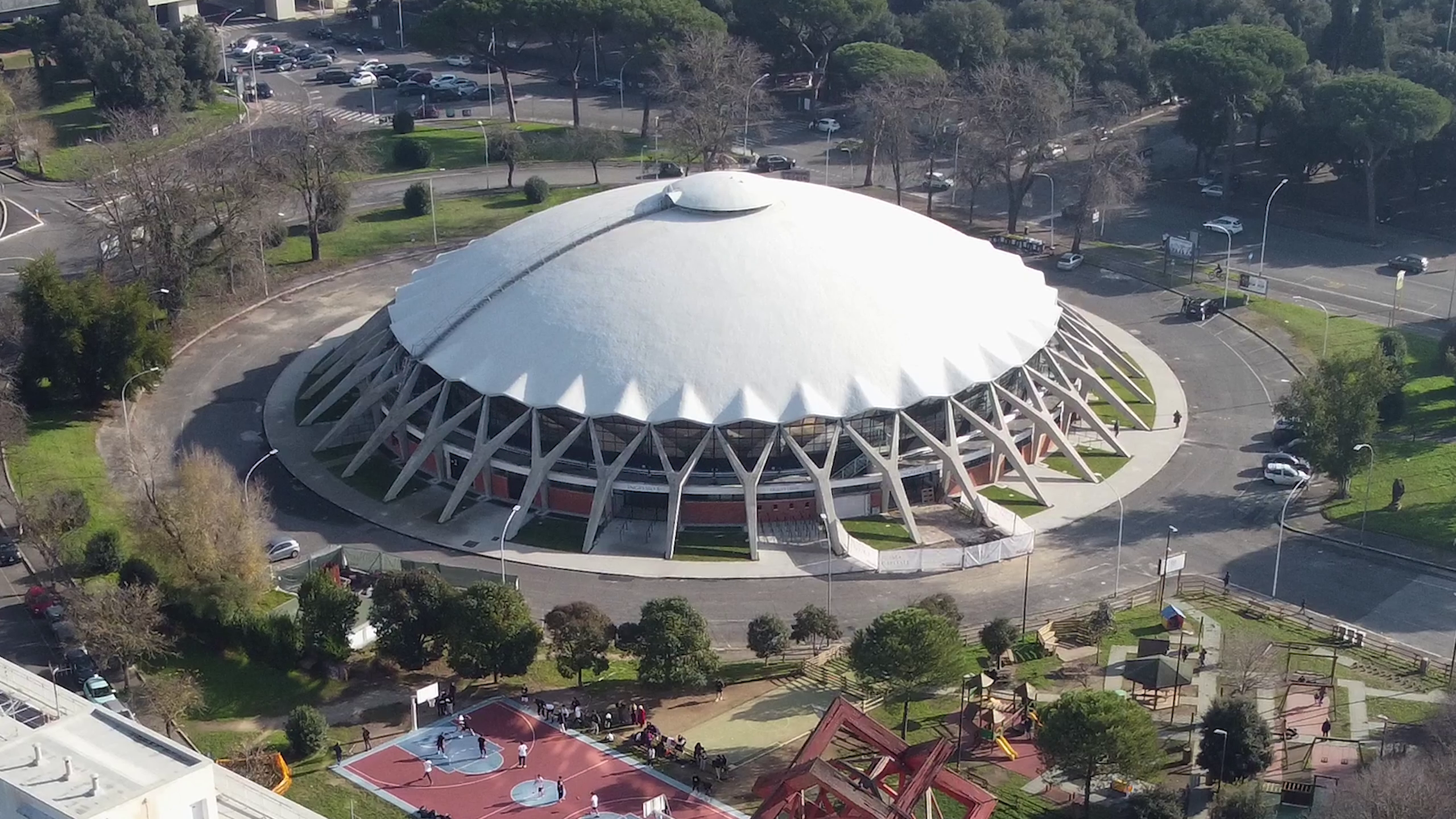
Palazzetto dello Sport

С 2023 года домашней ареной клуба служит Дворец спорта (итал. Palazzetto dello Sport), имеющий неофициальное название «ПалаТициано» (итал. PalaTiziano). Представляет собой многофункциональное сооружение, в основном используемое для проведения спортивных соревнований. Расположен в римском районе Париоли. Открыт в 1957, реконструирован в 2023 году. Вместимость трибун — 3500 зрителей. Принимал соревнования по баскетболу и тяжёлой атлетике Олимпиады-1960.

## Сезон 2024—2025

### Переходы
Пришли: С.Миркович («ПТТ Спор», Турция), В.Салас Росель («Бешикташ», Турция), М.Шёльцель («Радомка», Польша), А.Ротар («Нептюн де Нант», Франция), Г.Орвошова («ПГЭ Рысице», Польша), Л.Чикола («Бергамо»), К.Проварони («Валлефолья»), А.Аделузи («Кунео»), Дж. Дзаннони («Унет-Ямамай»), В.Константини («Тальмассонс»).
Ушли: М.Бекис, С.Плак, А. Б. Корреа, М.Феррара, С.Валоппи, Э.Бичи, Д.Мадан, Дж. Риверо, К.Шваб, А.Иджайд.
Отзаявлена: А.Ротар.

### Состав
| №  | Имя, фамилия         | Год рождения | Рост | Амплуа      | Гражданство |
| -- | -------------------- | ------------ | ---- | ----------- | ----------- |
| 1  | Клаудия Проварони    | 1998         | 177  | нападающая  | Италия      |
| 2  | Вильма Салас Росель  | 1991         | 188  | нападающая  | Куба        |
| 5  | Микела Чарокки       | 1999         | 186  | центральная | Италия      |
| 8  | Микела Рукли         | 1996         | 185  | центральная | Италия      |
| 9  | Анна Аделузи         | 2003         | 185  | нападающая  | Италия      |
| 10 | Луна Чикола          | 2004         | 168  | либеро      | Италия      |
| 11 | Мари Шёльцель        | 1997         | 190  | центральная | Германия    |
| 13 | Джулия Мелли         | 1998         | 184  | нападающая  | Италия      |
| 14 | Джорджия Дзаннони    | 1998         | 175  | либеро      | Италия      |
| 17 | Сладжана Миркович    | 1995         | 185  | связующая   | Сербия      |
| 18 | Габриэла Орвошова    | 2001         | 191  | нападающая  | Чехия       |
| 19 | Маргерита Муци       | 1994         | 182  | связующая   | Италия      |
| 23 | Вероника Константини | 2003         | 189  | центральная | Италия      |

- Главный тренер — Джузеппе Куккарини.
- Тренеры — Габриэле Торторичи, Адриано Ди Пеко.